# Нэй Мэнгу Чжунъю
«Нэй Мэнгу Чжунъю» (кит. 内蒙古中优) — китайский футбольный клуб, представляющий город Хух-Хото, административный центр АРВМ, выступающий в во второй по значимости китайской лиге. Домашней площадкой является Стадион города Хух-Хото, вместимостью 51,632 человека.

## История
Клуб «Шаньси Цзяъи» был основан 8 октября 2011 года, с этим названием принял участие в розыгрыше национального кубка в 2012 году. В январе 2014 года команда сменила название на «Тайюань Чжунъю Цзяъи».
14 января 2015 года «Тайюань Чжунъю Цзяъи» переехал в город Хух-Хото и сменил название на «Нэй Мэнгу Чжунъю».

## Изменение названия
- 2011—2013 Шаньси Цзяъи 山西嘉怡
- 2014 Тайюань Чжунъю Цзяъи 太原中优嘉怡
- 2015—н.в. Нэй Мэнгу Чжунъю 内蒙古中优

## Галерея

2011—2013
2016
2015—н.в.
2015, 2017

## Известные игроки
- Салли, Йонас
- Дореилтон
- Марти Паскаль Креспи
- Малик Мане
- Ненад Милияш